# Eritrichius
Eritrichius is een geslacht van rechtvleugeligen uit de familie veldsprinkhanen (Acrididae). De wetenschappelijke naam van dit geslacht is voor het eerst geldig gepubliceerd in 1898 door Bolívar.

## Soorten
Het geslacht Eritrichius  is monotypisch en omvat slechts de volgende soort:
- Eritrichius modiglianii (Bolívar, 1898)